# Dolina Roztoki
Dolina Roztoki – dolina w Tatrach Wysokich będąca odgałęzieniem Doliny Białki. Jej górną częścią jest Dolina Pięciu Stawów Polskich.

## Topografia
Jest to wąska i głęboko wcięta dolina odgałęziająca się od Doliny Białki naprzeciwko Polany Białej Wody. Ma długość ok. 4,4 km i powierzchnię ok. 7,0 km², razem z Doliną Pięciu Stawów Polskich długość wynosi ok. 7,5 km, a powierzchnia 13,5 km².
Dolinę Roztoki od Doliny Pięciu Stawów oddziela próg ściany stawiarskiej (ok. 1550–1570 m n.p.m.). We wschodniej części tego progu są dwa kopulaste wzniesienia Wyżnia Kopa i Niżnia Kopa. Spomiędzy nich do Doliny Roztoki opada Litworowy Żleb. Lewe zbocza doliny tworzy wschodnia grań Świnicy na odcinku od Koziego Wierchu po północno-wschodnią grań Wołoszyna, prawa grań Opalonego Wierchu. Oprócz Doliny Pięciu Stawów Dolina Roztoki ma jeszcze dwa odgałęzienia: Dolinkę Buczynową i Świstówkę Roztocką – obydwie są tzw. dolinami zawieszonymi, od głównej doliny odcięte są wysokimi progami skalnymi.

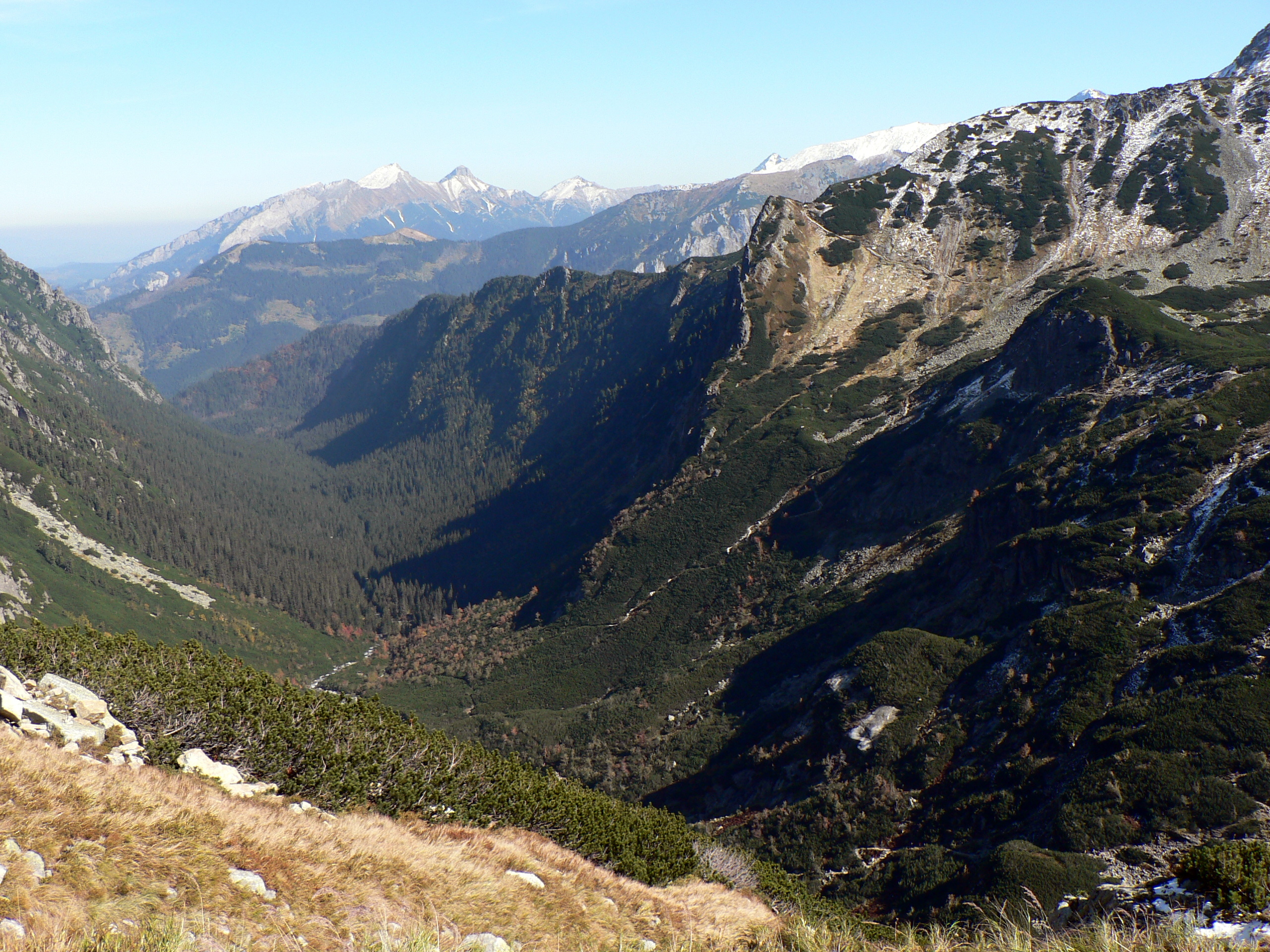
Widok doliny ze szlaku turystycznego na przełęcz Krzyżne. W tle Tatry Bielskie
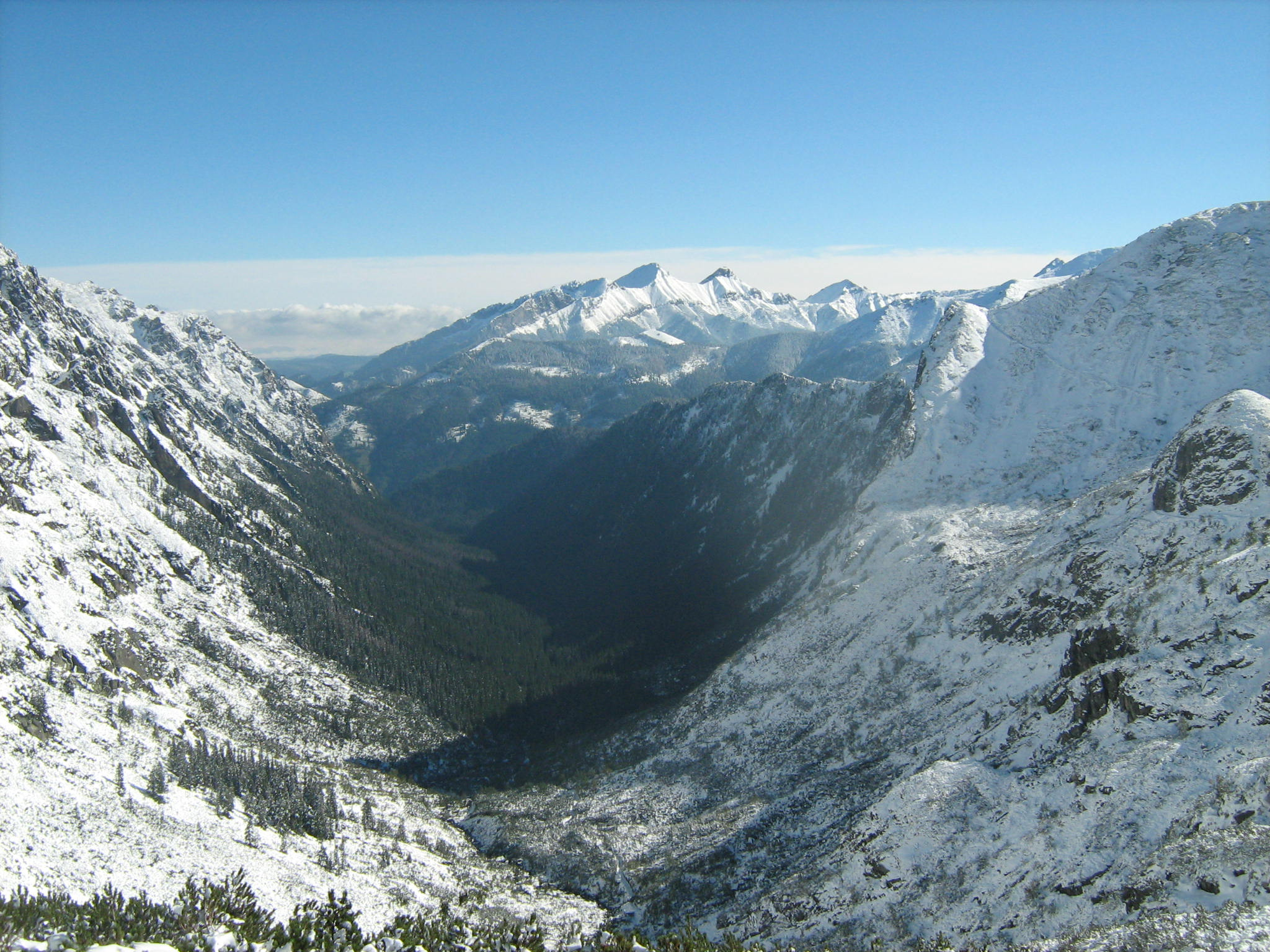
Zaśnieżona Dolina Roztoki we wrześniu. Widok ze szlaku na Krzyżne
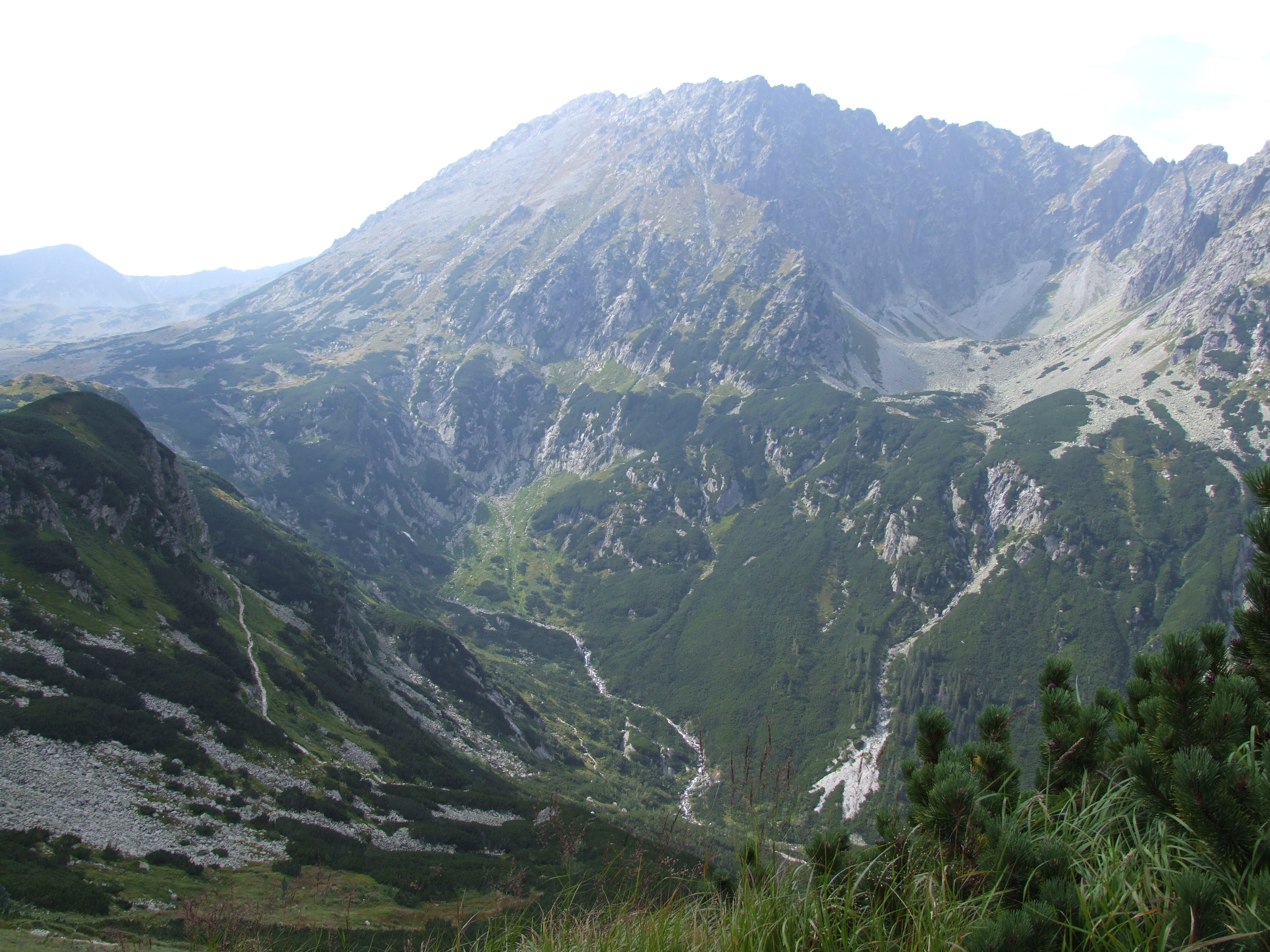
Dolina Roztoki widziana ze szlaku do Morskiego Oka przez Świstówkę
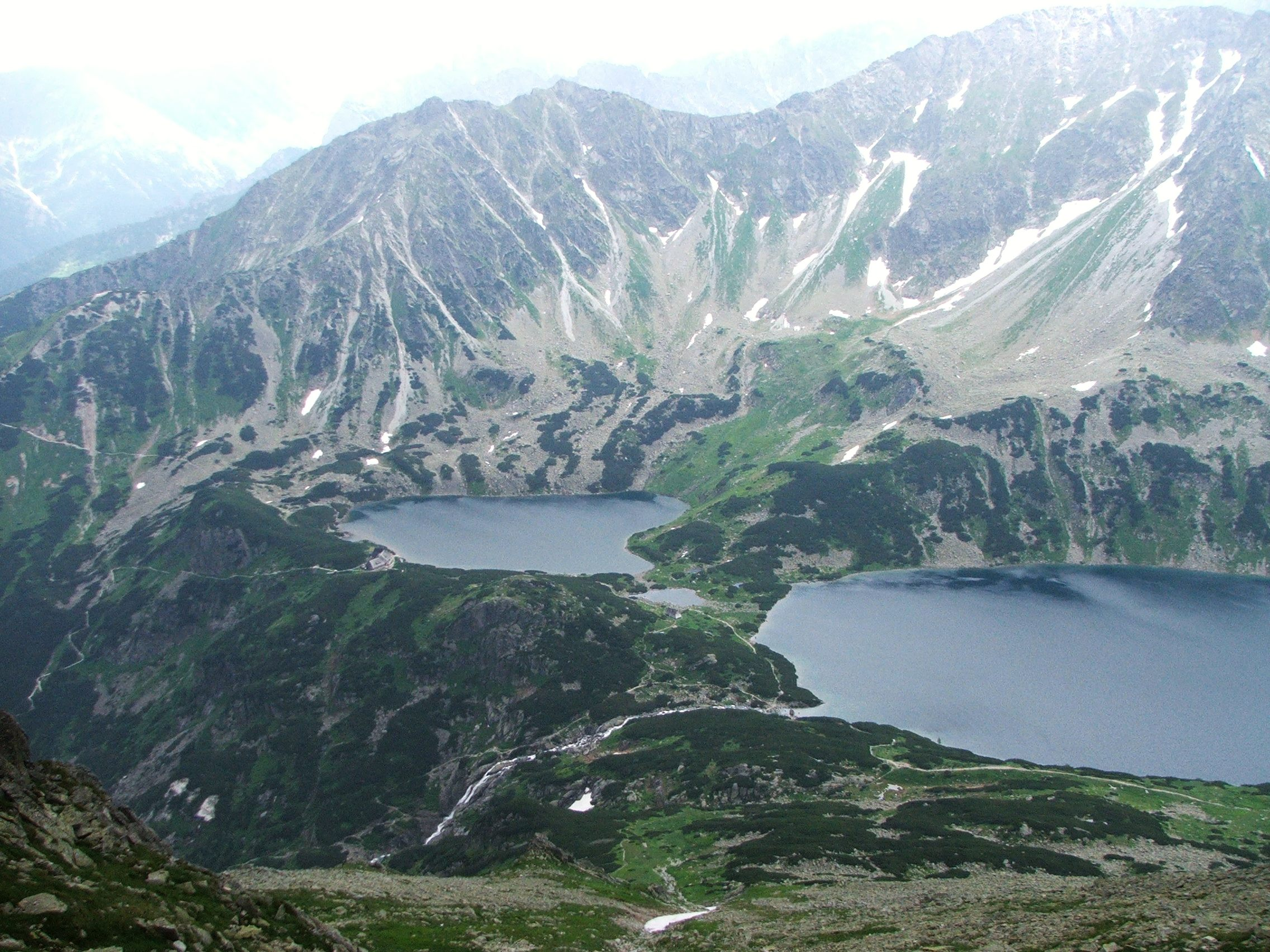
Próg Doliny Pięciu Stawów Polskich
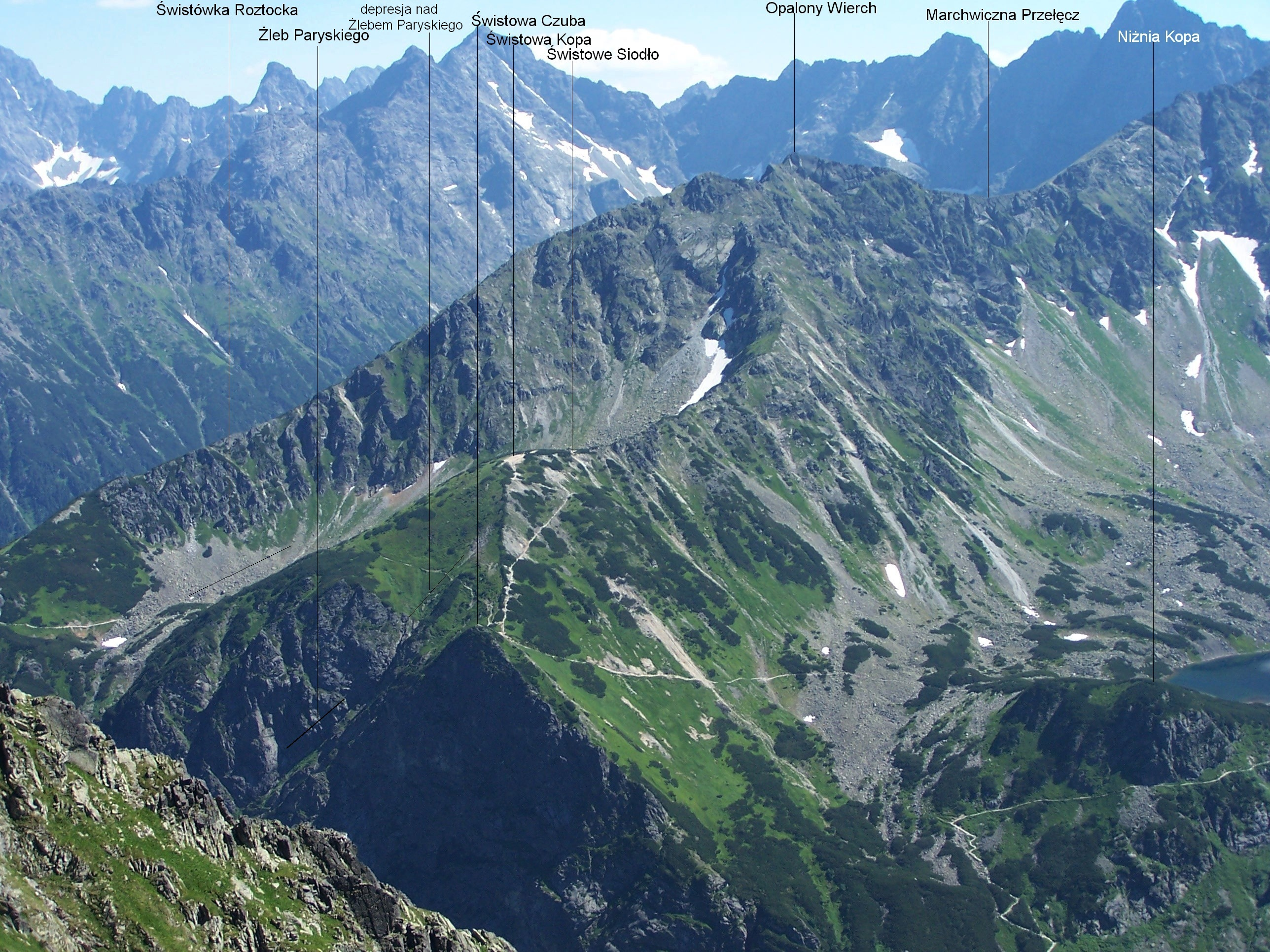
Górne piętra Doliny Roztoki

## Opis doliny
U-kształtna Dolina Roztoki wraz ze swoimi dolinami zawieszonymi to klasyczne dzieło lodowca. Powstała wzdłuż przebiegu wielkiej dyslokacji tektonicznej, a Dolina Pięciu Stawów znajduje się na skrzyżowaniu kilku takich dyslokacji. Głównym ciekiem wodnym jest potok Roztoka – dopływ Białki wypływający z Wielkiego Stawu Polskiego. W odległości ok. 120 m od tego stawu potok tworzy najwyższy polski wodospad, Siklawę. Na potoku tym znajduje się jeszcze kilka mniejszych wodospadów zwanych Wodogrzmotami Mickiewicza, położonymi ok. 1 km od ujścia Roztoki do Białki.
Krajobraz samej Doliny Roztoki różni się od widoków w Dolinie Pięciu Stawów. Do wysokości ok. 1370 m n.p.m. rośnie las świerkowy, który wyżej przechodzi w bór limbowy poprzetykany modrzewiem. Jest to jeden z najlepiej zachowanych w Tatrach naturalnych lasów, wiek wielu świerków przekracza 300 lat, a niektórych nawet 400 lat. Zbocza ciągnących się wzdłuż doliny grzbietów przecinają liczne żleby, z których wiosną schodzą lawiny aż do dna doliny. W żlebach i poniżej nich znajdują się osypiska piargów. Lasy poszarpane są pasami lawinisk i poprzecinane widocznymi urwiskami skalnymi. Latem zbocza gór zdobią gęste oploty kosodrzewiny, wśród której rośnie rzadki w Polsce jarząb nieszpułkowy. Stwierdzono też występowanie gnidosza Hacqueta – rośliny w Polsce występującej tylko w Tatrach i to na nielicznych stanowiskach. Dno doliny pokrywa miejscami kosodrzewina poprzetykana jarzębiną i barwnymi plamami kwitnących roślin. Potok już na wysokości polany Nowa Roztoka (znajduje się na niej szałas) płynie kaskadami ze średnim spadkiem 110 m/km. Jest to teren ścisłego rezerwatu przyrody, ostoja jeleni, kozic i niedźwiedzi.
W dolinie znajdują się trzy niewielkie jaskinie: Dziura nad Roztoką, Dziura nad Nową Roztoką i Gowoniowa Nyża.
Na przełęczy, przy żlebie, zainstalowano urządzenie wyciągowe łączące ją z drogą w Dolinie Roztoki. Wyciąg ułatwia zaopatrzenie schroniska PTTK w Dolinie Pięciu Stawów Polskich.

## Historia
Nazwa doliny pochodzi od słowa roztoka. Jest to powszechnie w Karpatach używane określenie oznaczające miejsce, gdzie zbiegają się potoki. Pierwsza nazwa własna Roztoka dotyczyła polanki u ujścia potoku Roztoka do Białki. Obecnie miejsce to nazywa się Starą Roztoką. Od nazwy polanki utworzono nazwę potoku, a od potoku doliny i innych położonych w niej obiektów (Nowa Roztoka, Roztocka Czuba, Roztocka Turniczka i inne).
Droga Doliną Roztoki do Doliny Pięciu Stawów Polskich była uczęszczana od dawna. W XIX wieku byli tu Stanisław Staszic, Seweryn Goszczyński, Ludwik Zejszner, być może także już ojciec Gabriel Rzączyński pod koniec XVII wieku. Szlak prowadzący doliną został oznakowany w 1899 r.
Poniżej Doliny Roztoki, w Dolinie Białki, na polanie Stara Roztoka zbudowano w 1876 r. schronisko im. Wincentego Pola.

## Szlaki turystyczne
– przez dolinę prowadzi szeroka droga zielonym szlakiem turystycznym. To wygodne dojście ciągnie się aż do depresji, która schodzi z przełęczy pomiędzy Świstową Czubą a Niżnią Kopą. (do tego miejsca 1:25 h) Tam rozdwaja się szlak; zielony szlak odchodzi na prawo i prowadzi obok Bacowej Wanty i Siklawy wprost do Doliny Pięciu Stawów Polskich (45 min). W zimie ze względu na niebezpieczeństwo lawin odcinek ten jest zamykany.
 – od rozgałęzienia na lewo. Prowadzi on zakosami wśród kosodrzewiny wprost do schroniska (40 min).